# Ретортільйо (Саламанка)
Ретортільйо (ісп. Retortillo) — муніципалітет в Іспанії, у складі автономної спільноти Кастилія-і-Леон, у провінції Саламанка. Населення — 243 особи (2010).
Муніципалітет розташований на відстані близько 230 км на захід від Мадрида, 60 км на захід від Саламанки.
На території муніципалітету розташовані такі населені пункти: (дані про населення за 2010 рік)
- Бальнеаріо-де-Ретортільйо: 4 особи
- Ретортільйо: 239 осіб

## Демографія
Динаміка населення (INE ):

## Зовнішні посилання
- Провінційна рада Саламанки: індекс муніципалітетів
- Посилання на Google Maps